# Royuela de Río Franco
Royuela de Río Franco est une commune d'Espagne dans la communauté autonome de Castille-et-León, province de Burgos. Elle s'étend sur 50,61 km2 et comptait environ 236 habitants en 2011.